# Spirorbis obstinatus
Spirorbis obstinatus är en ringmaskart som beskrevs av Lommerzheim 1979. Spirorbis obstinatus ingår i släktet Spirorbis och familjen Serpulidae. Inga underarter finns listade i Catalogue of Life.